# Charles Lecocq

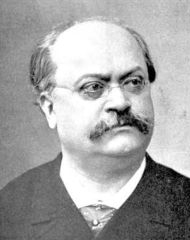
Charles Lecocq.

Alexandre Charles Lecocq (Paris, 3 de junho de 1832 – Paris, 24 de outubro de 1918) foi um compositor francês. Escreveu operetas e óperas cômicas: La fille de Madame Angot (1872), Giroflé-Girofla (1874), Le petit duc (1878).
Nascido em uma família pobre, sofreu de uma enfermidade que o obrigou a usar muletas por toda a vida. Estudou no Conservatório de Paris, ao mesmo tempo que Georges Bizet. Começa a compor operetas graças a um concurso organizado, em 1856, por Offenbach, onde divide o primeiro prêmio com Bizet. Isso determinará a sua carreira, sendo o seu principal nicho de composições.
Obteve o seu grande sucesso em 1872 com La Fille de Madame Angot (A Filha da Senhora Angot) que é considerada, hoje em dia, como umas das melhoras obras que representam o repertório lírico.

## Obras
nomes originais (em francês)
- 1857: Le Docteur Miracle
- 1859: Huis-Clos
- 1864: Le Baiser à la porte
- 1864: Liline et Valentin
- 1866: Le Myosotis
- 1866: Les Ondines au champagne
- 1867: Le Cabaret de Ramponneau
- 1868: L'Amour et son carquois
- 1868: Les Jumeaux de Bergame
- 1868: Le Carnaval d'un merle blanc
- 1868: Fleur-de-thé
- 1869: Gandolfo
- 1869: Deux portières pour un cordon
- 1869: Le Rajah de Mysore
- 1870: Le Beau Dunois
- 1871: Le Testament de M. de Crac
- 1871: Le Barbier de Trouville
- 1871: Sauvons la caisse
- 1872: Les Cent Vierges
- 1872: La Fille de Mme Angot
- 1873: Le Fils de Mme Angot
- 1874: La Résurrection de la mère Angot
- 1874: Giroflé-Girofla
- 1874: Les Prés Saint-Gervais
- 1875: La Petite Mariée
- 1875: Le Pompon
- 1876: Kosiki
- 1877: La Marjolaine
- 1878: La Camargo
- 1878: Le Petit Duc
- 1879: La Petite Mademoiselle
- 1879: Le Grand Casimir
- 1879: La Jolie Persane
- 1880: L'Arbre de Noël avec Georges Jacobi
- 1881: Janot, livret de Henri Meilhac et Ludovic Halévy
- 1881: La Roussotte avec Hervé et Marius Boulard
- 1881ː Le Jour et la Nuit
- 1882: Le Cœur et la Main
- 1883: La Princesse des Canaries
- 1884: L'Oiseau bleu
- 1885: La Vie mondaine
- 1886: Plutus
- 1887: Les Grenadiers de Mont-Cornette
- 1887: Ali-Baba
- 1888: La Volière
- 1890: L'Égyptienne
- 1894: Nos bons chasseurs
- 1896: Ninette
- 1897: Ruse d'amour
- 1898: Barbe-Bleue
- 1900: La Belle au bois dormant
- 1903: Yetta
- 1904: Rose-Mousse
- 1905: La Salutiste
- 1910: La Trahison de Pan
- 1914: Miousic avec Rodolphe Berger